# De Havilland Ghost
De Havilland Ghost, původně Halford H-2, byl druhý proudový motor vyráběný britskou společností de Havilland Engine Company. Jednalo se o první motor na světě, který poháněl letoun civilní dopravní společnosti (BOAC). Jednalo se o zvětšený motor de Havilland Goblin. Motory Ghost poháněly letouny de Havilland Venom, de Havilland Comet a Saab 29 Tunnan.

## Vývoj a popis
Práce no motoru Ghost započaly v roce 1943 se začátkem prací na letounu de Havilland Comet. První motor navržený Frankem Halfordem (H-1/Goblin) právě vstupoval do sériové výroby a byl schopen dosáhnout výkonů požadovaných pro letouny Comet pouhým zvětšením rozměrů motoru Goblin. Výsledný motor H-2 nakonec používal 10 velkých spalovacích komor místo původních 16 malých spalovacích komor na motorech H-1. Během stavění prototypu byla firma začleněna do společnosti de Havilland jako dceřiná společnost de Havilland Engine Company a motory H-1 a H-2 byly přejmenovány na Goblin a Ghost.
Testování motoru Ghost začalo v roce 1944, a poprvé vzlétnul v roce 1945. To bylo dlouho před tím, než byly letouny Comet a Venom připraveny k letu. V tomto okamžiku byl Ghost vybrán pro švédský projekt stíhačky „JxR“, což nakonec vyústilo v jeho montáž do letounu SAAB Tunnan. Tunnan poprvé vzlétnul v roce 1948. Pro letouny Tunnan byl motor Ghost vyráběn v licenci u společnosti Svenska Flygmotor (později Volvo Aero) pod označením RM2.
Ghost nakonec odstartoval na letounu Comet 27. července 1949. Tento prototyp byl poháněn motory Ghost 50 s tahem 22,2 kN, ačkoliv se jednalo o dočasné řešení než budou vyvinuty silnější motory. První „opravdová“ verze letounu (Comet 2) měla být poháněna motorem Rolls-Royce Avon, ale tyto motory ještě nebyly připraveny k letu. Kvůli nízkému tahu motorů Ghost musela být konstrukce letounů Comet odlehčena použitím tenkého potahu letounu. Tento tenký potah byl později určen jako příčina několika tragických nehod letounů Comet, protože docházelo k velké únavě materiálu.
Během vývoje motoru britské Královské letectvo požadovalo vylepšenou verzi letounu de Havilland Vampire s lepšími výkony a tedy i se silnějším motorem. Výsledný návrh byl později znám jako de Havilland Venom a v mnohém se podobal svému předchůdci. Motor Ghost poprvé vzlétnul s letounem Venom 2. září 1949. Námořní verze nazvaná Sea Venom byla licenčně vyráběna i ve Francii. Pro tyto letouny byly motory Ghost vyráběny v licenci u společnosti Fiat.

## Varianty
Ghost 45
Tah 19,7 kN.
Ghost 48
Tah 21,6 kN.
Ghost 50 Mk.1
Tah 22,2 kN.
Ghost 50 Mk.2
Tah 22,8 kN.
Ghost 103
Tah 21,6 kN.
Ghost 104
Tah 22,0 kN.
Ghost 105
Tah 22,9 kN.

## Použití

### Letouny
- de Havilland Comet
- de Havilland Venom
- de Havilland Sea Venom
- Ghost-Lancastrian
- Saab 29 Tunnan

### Další použití
- Rychlostní člun Crusader

## Specifikace (Ghost 50)
Data pocházejí z webových stránek „Airpowerworld.info“.

### Technické údaje
- Typ: proudový motor
- Délka: 3,073 m
- Průměr: 1,346 m
- Hmotnost: 1 006 kg

### Součásti motoru
- Kompresor: jednostupňový radiální kompresor
- Spalovací komora: 10 spalovacích komor
- Turbína: jednostupňová turbína
- Palivo: letecký petrolej

### Výkony
- Tah motoru: 22,2 kN (5 000 lbf) při 10 250 otáčkách za minutu
- Celkový kompresní poměr: 4,6:1

### Související vývoj
- de Havilland Goblin